# Castiglione dei Turchi
Castiglione dei Turchi è una piccola frazione del comune di Bore, in provincia di Parma.
La località dista 4,18 km dal capoluogo.

## Geografia fisica
La località sorge su un colle che si erge sul versante nord della valle del torrente Cenedola, affluente sinistro del Ceno.

## Origini del nome
La frazione, nota anticamente come Castiono o Castione Turcarum, deve il suo nome al borgo fortificato originario, in cui probabilmente si stabilì nel Basso Medioevo la nobile famiglia dei Turchi.

## Storia
Nel VI secolo, prima della conquista da parte dei Longobardi, sul colle di Castiglione sorse probabilmente un nucleo abitato bizantino; grazie alla sua collocazione all'ingresso della val Cenedola, il centro nacque quasi sicuramente come baluardo difensivo.
La chiesa originaria fu edificata nel borgo fortificato medievale forse già nel X secolo, anche se la prima notizia della sua esistenza risale alla metà del XIII.
La località, dipendente dalla vicina Metti, risultava ancora indicata come corte murata anche nel Catasto Farnesiano del 1576, ma successivamente le mura e le torri caddero lentamente in rovina tanto da scomparire in gran parte.

## Monumenti e luoghi d'interesse

### Oratorio di Santa Felicita

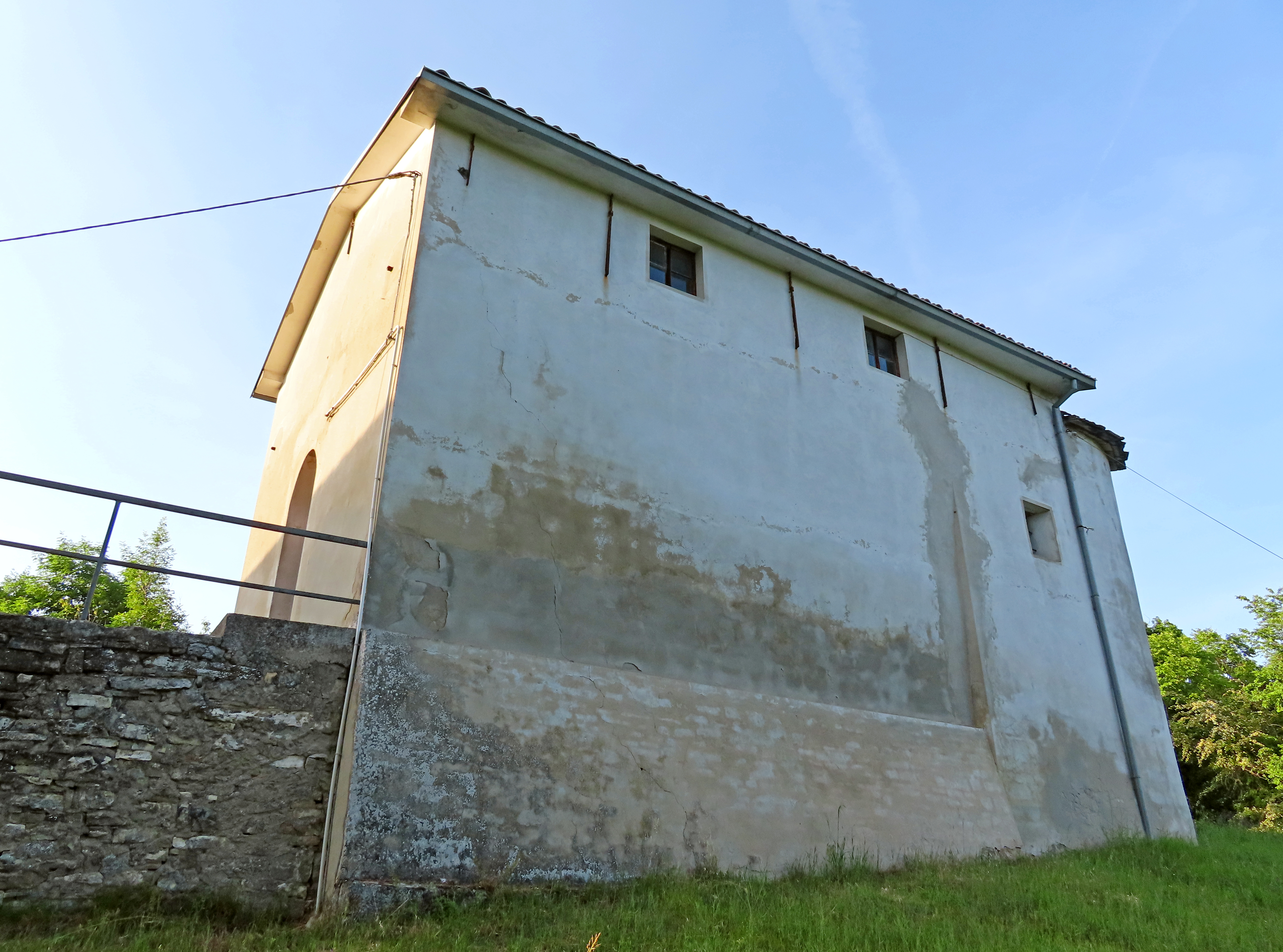
Oratorio di Santa Felicita

Edificato originariamente forse già prima del X secolo sulla cima del colle, l'oratorio romanico, esistente sicuramente nel 1234, fu successivamente restaurato nel 1808 e nel 1930; interamente intonacato, all'interno è ornato con dipinti sulle pareti e sul catino absidale; il luogo di culto conserva una pregevole statua seicentesca in legno policromo raffigurante Santa Felicita con le sette teste dei figli, oltre a un confessionale seicentesco e alcuni quadri.

### Borgo fortificato
Originariamente sviluppato secondo uno schema a corte fortificata sulla cima del colle, il borgo conserva solo alcune tracce delle mura e delle torri che fino almeno al XVI secolo lo circondavano; anche gli antichi edifici in pietra, a causa del parziale abbandono, risultano a tratti diroccati.